# Shimti Tessera
La Shimti Tessera è una struttura geologica della superficie di Venere.